# 南木林镇
南木林镇（藏語：རྣམ་གླིང་），是中华人民共和国西藏自治区日喀则市南木林县下辖的一个乡镇级行政单位。

## 行政区划
南木林镇下辖以下地区：
仁欧村、雪堆村、岗巴村、恰娃村、岗嘎村、雪麦村、嘎布村、孔阿村、米如村、白玛当村、吉龙村和达龙村。